# Palazzo Comunale (Sabaudia)
Il Palazzo Comunale di Sabaudia è uno storico edificio razionalista, sede municipale della città di Sabaudia in Italia.

## Descrizione
L'edificio, esempio del razionalismo italiano, è situato nel centro di Sabaudia. La facciata in laterizio presenta altresì un basamento in travertino. Al di sopra dell'ingresso si trova un bassorilievo raffigurante una Vittoria Marciante, opera degli scultori F. Nagni e A. Vecchi.
Unita al palazzo da una balconata è la Torre Civica, alta 46 metri e completamente rivestita in travertino.

## Galleria d'immagini

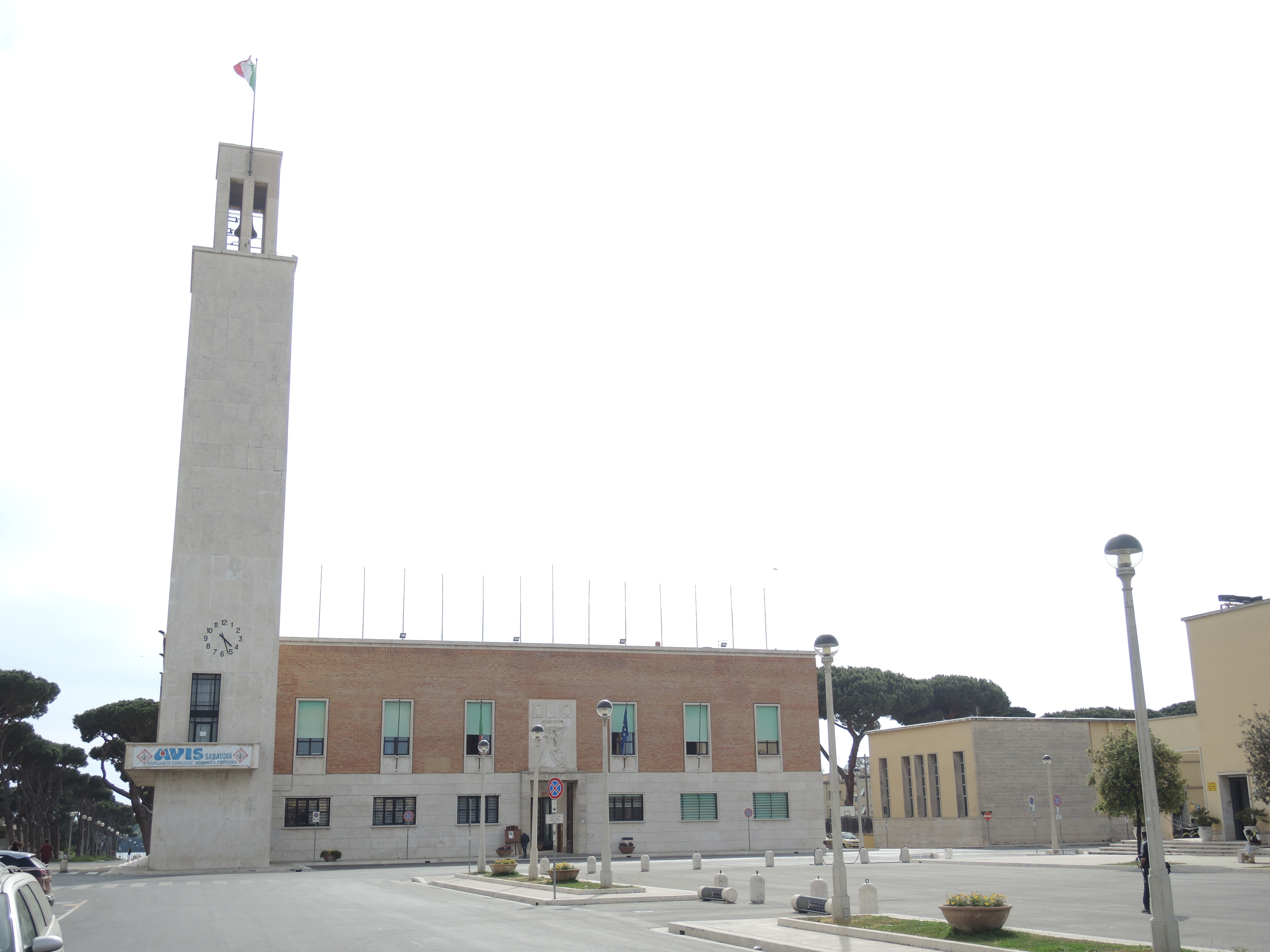
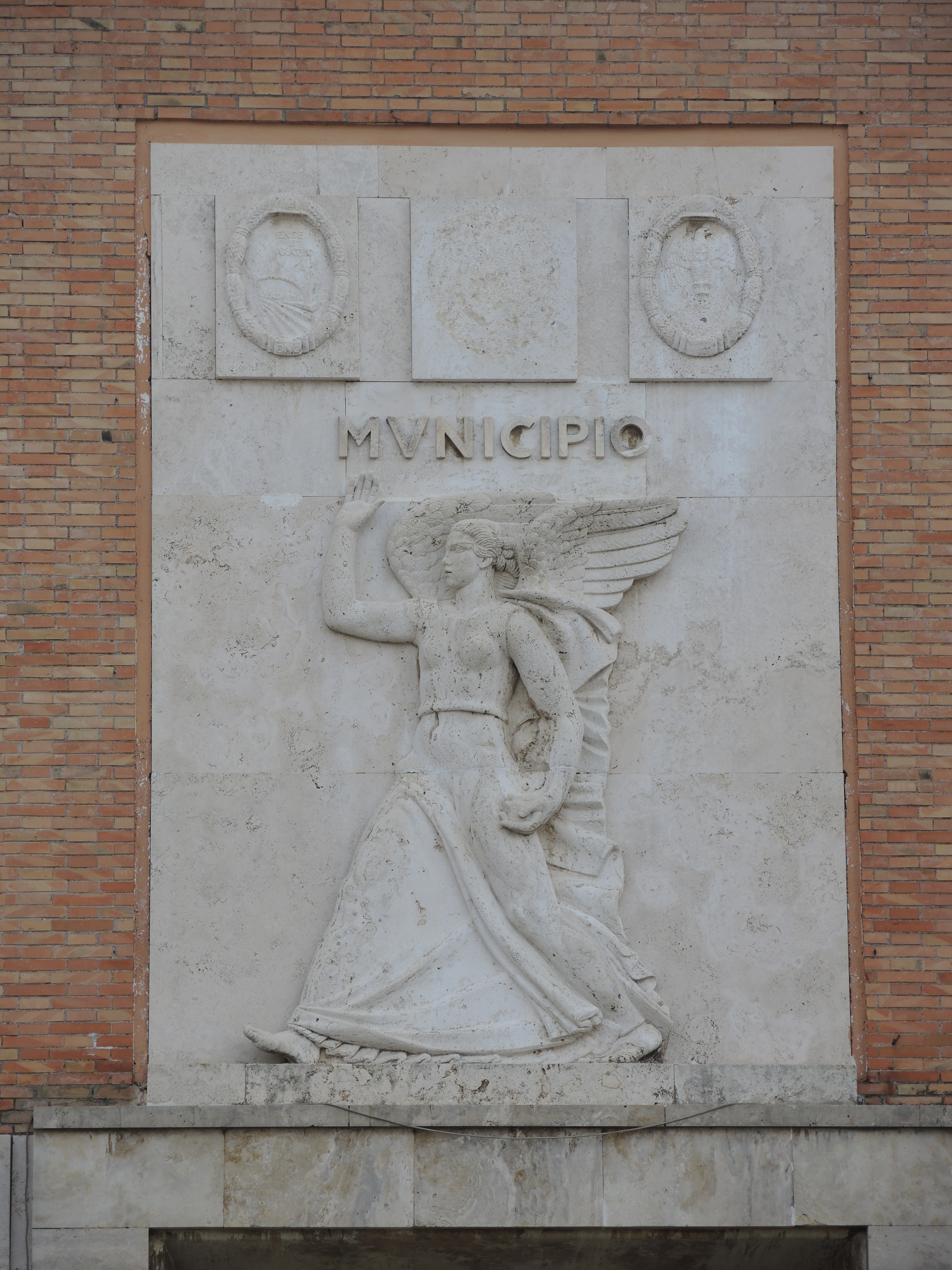
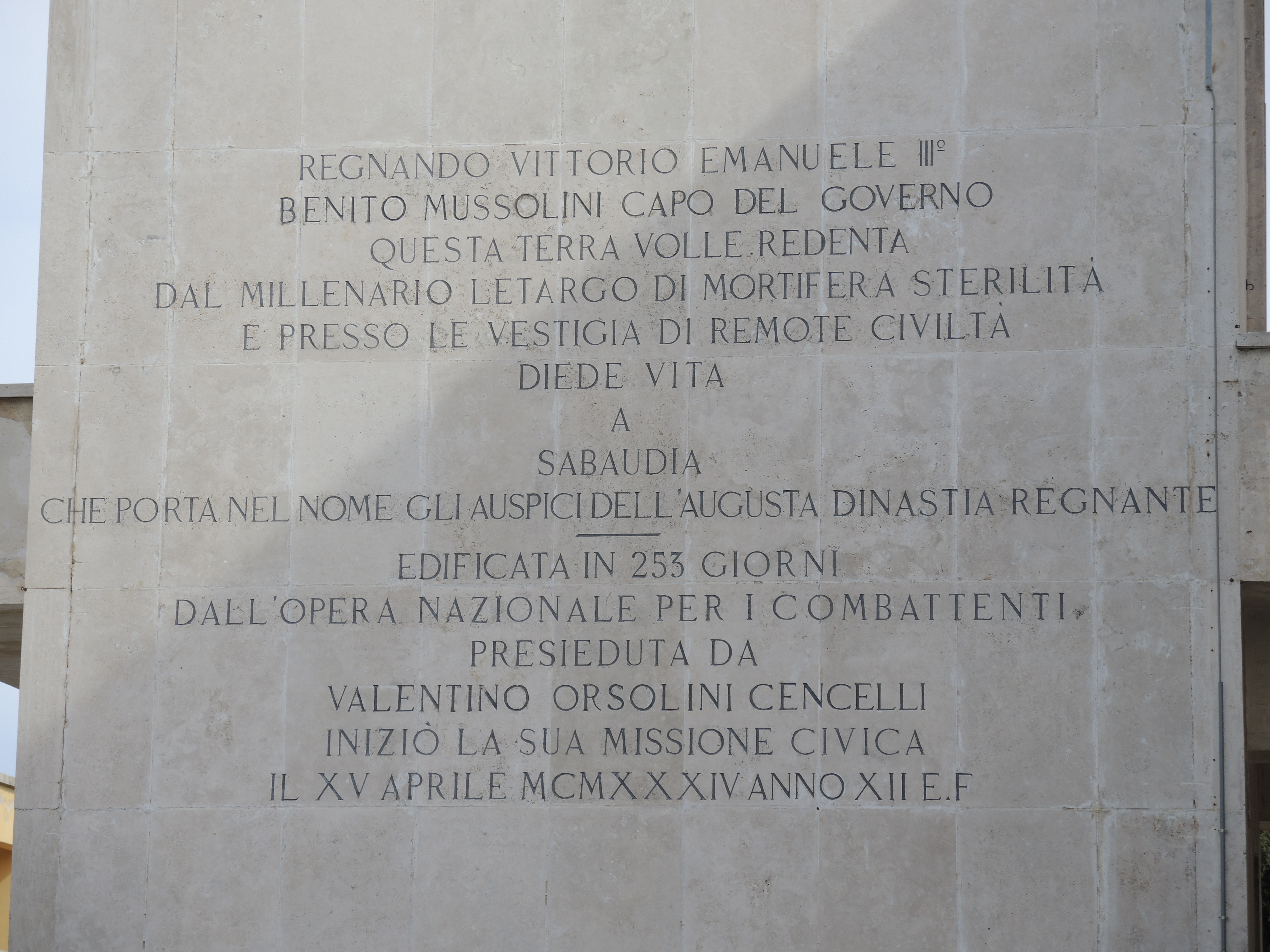